# WSS Wisła
Wiślańskie Stowarzyszenie Sportowe Wisła (früher Wisła Ustronianka) ist ein polnischer Skisportverein, der im April 1953 in Wisła als Start Wisła gegründet wurde. Ab Oktober 2001 wurde der Skibereich von dem Getränkehersteller Ustronianka gesponsert, sodass der Verein fortan unter dem Namen (KS) Wisła Ustronianka auftrat. Seitdem im März 2014 der Vertrag mit dem Sponsor gekündigt wurde, heißt der Verein WSS Wisła. Neben den Abteilungen Skispringen, Nordische Kombination und Langlauf hat der Sportklub auch eine weniger erfolgreiche Fußball-Abteilung. Dem Verein gehören viele polnische Profi-Skispringer und Nordische Kombinierer an. Er fördert auch Kinder und Jugendliche in diesen Bereichen.

## Bekannte Sportler des Vereins
- Jan Raszka (1928–2007)
- Jan Kawulok (1946–2021)
- Adam Małysz (* 1977)
- Aleksander Bojda (* 1978)
- Wojciech Tajner (* 1980)
- Grzegorz Śliwka (* 1982)
- Tomisław Tajner (* 1983)
- Rafał Śliż (* 1983)
- Piotr Żyła (* 1987)
- Tomasz Byrt (* 1993)
- Aleksander Zniszczoł (* 1994)
- Paweł Wąsek (* 1999)
- Tomasz Pilch (* 2000)

## Erfolge
Polnische Meisterschaften im Skispringen (Teamspringen):
Meister: 1995, 1998, 2000, 2002, 2005, 2006, 2007, 2009, 2020 (Sommer), 2021 (Sommer) (10×)
Vizemeister: 1996, 1997, 2003, 2004, 2008 (Sommer), 2008, 2010 (Sommer), 2011, 2013, 2015, 2016 (Sommer), 2019 (Sommer), 2022 (Sommer)
Dritter: 1994, 2012, 2015 (Sommer), 2016
Polnische Meisterschaften in der Nordischen Kombination (Teamwettbewerbe):
Meister: –
Vizemeister: 2004
Dritter: 1995